# Agent 505 – Todesfalle Beirut
Agent 505 – Todesfalle Beirut ist ein deutsch-italienisch-französisch koproduzierter Agentenfilm aus dem Jahr 1966. Der Farbfilm in Franscope wurde von dem Regisseur Manfred R. Köhler inszeniert. Federführende Produzenten waren Wolf C. Hartwig und Mario Siciliano, die damit am Erfolg der 1962 gestarteten James-Bond-Filme teilhaben wollten. Der bundesdeutsche Kinostart erfolgte am 22. April 1966. Später wurde der Film auch unter dem Titel Rififi in Beirut veröffentlicht.

## Handlung
Am helllichten Tag werden auf der Sonnenterrasse eines Hotels in Beirut zwei Frauen ermordet. Kurz bevor auch deren Mörder stirbt, kann er Inspektor Bernard noch einige Hinweise geben: Er handelte im Auftrag eines Mannes, der sich „der Sheik“ nennt und an einer Hand nur vier Finger hat. Außerdem plane der Verbrecher, in zwei Tagen ganz Beirut zu vernichten. Die Polizei steht vor einem Rätsel und schaltet den Interpol-Agenten 505 Richard Blake ein. Schon kurz nach seiner Einreise wird diesem eine Falle gestellt, in die er allerdings einen ahnungslosen Touristen aus Liverpool tappen lässt.
In Beirut wird Blake bereits von seinem Kollegen Robert O’Toole erwartet, der in der Unterwelt nach Hinweisen auf die Verbrecherorganisation sucht. Blake steigt hingegen im Luxushotel Phoenicia ab, wo ihm die reizende Journalistin Denise zufällig das Leben rettet. Inspektor Bertrand teilt dem Agenten seine bisherigen Erkenntnisse mit. So waren einige Ermordete Mitglieder eines Vereins zur Besserung ehemaliger Berufsverbrecher, dessen Chef Omar Abdullah auch Gründer eines Instituts für Wissenschaft und Forschung ist. Robert O’Toole hat inzwischen herausgefunden, dass sich Abdullahs Vereinsmitglieder in dem Nachtclub „Schwarzer Elefant“ treffen.
Im Hotel macht Blake Bekanntschaft mit der Artistin Monique Ferrara, die im Auftrag eines gewissen Anthony Leandros sein Zimmer abhört und seinen präparierten Koffer gestohlen hat. Vom Zimmermädchen erfährt der Agent, dass Monique mit dem flüchtigen Mörder und Safeknacker Fred Köhler verheiratet ist. Unterdessen gelingt es O’Toole, im „Schwarzen Elefanten“ das Vertrauen einiger Verbrecher und deren Chefin zu gewinnen. Er erfährt, dass nachts auf dem Schiff „Thessalia“ eingebrochen werden soll, um einen Teil der Ladung zu stehlen. Blake trifft nach einer spektakulären Verfolgungsjagd den verdächtigen Omar Abdullah. Dieser bekam eine große Menge Quecksilber geliefert, behauptet jedoch, damit in seinem Institut an der Bewässerung der Wüste zu forschen. Da Abdullah selbst zu krank ist, um die Forschungen voranzutreiben, hat er Anthony Leandros damit beauftragt.
Am Abend trifft Blake den Wissenschaftler Leandros, der auch ein Nachtlokal besitzt. Dort fällt der Agent fast einem weiteren Mordanschlag zum Opfer. Es stellt sich heraus, dass Leandros der Mann mit den vier Fingern ist. Er kann jedoch fliehen. Zur gleichen Zeit knacken die Verbrecher einen Bleitresor auf der „Thessalia“, um ein hochradioaktives Element zu stehlen. Blake und O’Toole nehmen die Spur der Diebe auf. Diese führt in das Forschungslabor von Omar Abdullah, der aber tatsächlich nichts von den kriminellen Machenschaften seiner Mitarbeiter weiß. Leandros hatte sich mit dem „Sheik“ zusammengetan, um eine Bombe mit radioaktivem Quecksilber zu bauen, mit der sie die Bevölkerung von Beirut vernichten wollen. Anschließend wollen sie dort die Tresorräume der Banken räumen. Blake und O’Toole können den Raketenstart verhindern und den „Sheik“ zur Strecke bringen. Bei diesem handelt es sich um den flüchtigen Fred Köhler, der sich als tollpatschiger Tourist aus Liverpool getarnt hatte. Im letzten Moment können Blake und O’Toole das unterirdische Labor verlassen, bevor es durch eine gewaltige Explosion vernichtet wird.

## Entstehungsgeschichte

### Vorgeschichte
Agent 505 – Todesfalle Beirut entstand im Zuge einer ganzen Reihe von sogenannten Eurospy-Filmen, mit denen verschiedene Produzenten am Erfolg der James-Bond-Filme teilhaben wollten. Wolf C. Hartwig hatte schon viel Erfahrung mit der Herstellung von international koproduzierten Abenteuerfilmen und arbeitete bei dieser Produktion mit Mario Sicilianos Metheus Film in Rom sowie der Compagnie Lyonnaise de Cinéma in Lyon zusammen. Für die Hauptrolle konnte man Frederick Stafford gewinnen, der 1965 bereits den Geheimagenten OSS 117 verkörpert hatte.

### Produktion
Die Außenaufnahmen entstanden an Originalschauplätzen in Beirut, in den Tempelanlagen von Baalbek und an der Burg Gibelet.
Für die Filmbauten waren die Filmarchitekten Max Mellin und Maurice Labbaye-Finicovi verantwortlich. Regieassistent war Walter Boos. Als Herstellungsleiter fungierte Ludwig Spitaler.

### Filmmusik
Die Filmmusik wurde von Ennio Morricone komponiert und arrangiert. Das Orchester wurde von Bruno Nicolai dirigiert. 14 Titel des Soundtracks erschienen im Jahr 2007 auf CD.

## Synchronisation
Da es sich um eine Koproduktion mit zum Teil fremdsprachigen Schauspielern handelte, mussten diese synchronisiert werden. Die bekannten Synchronsprecher waren:
| Rolle                    | Darsteller         | Synchronsprecher |
| ------------------------ | ------------------ | ---------------- |
| Richard Blake, Agent 505 | Frederick Stafford | Horst Naumann    |
| Denise Letienne          | Geneviève Cluny    | Maria Körber     |
| Monique Ferrara          | Gisella Arden      | Margot Leonard   |
| Inspektor Bernard        | Pierre Richard     | Jan Hendriks     |
| Anthony Leandros         | Renato Lupi        | Alf Marholm      |
| die Chefin               | Carla Calò         | Eva Vaitl        |

## Rezeption

### Veröffentlichung
Die FSK gab den Film am 22. März 1966 ab 18 Jahren frei. Am 22. April des gleichen Jahres startete der Film in den bundesdeutschen Kinos.
Agent 505 – Todesfalle Beirut erschien mit geändertem Seitenverhältnis auch auf Videokassette und wurde gelegentlich im Fernsehen gezeigt. 2013 erschien der Film im ursprünglichen Seitenverhältnis auf DVD.

### Kritiken
„Klischeeprodukt mit zynischer Grundhaltung, dessen aufwendige Ausstattung die schludrige Inszenierung nicht verdecken kann.“

„Die genüßliche Häufung einfallsreicher Sadismen macht es unmöglich, den Film nur als phantastisches Abenteuer zu betrachten. Entschieden abzuraten.“